# Playa de la Almadraba (Alicante)
La playa de la Almadraba de Alicante (España) es una pequeña playa de rocas y arena oscura que presenta un alto grado de ocupación debido a sus aguas tranquilas. Se encuentra entre la playa de la Albufereta, al sur y de la que la separa un pequeño club náutico, y el Cabo de las Huertas, al norte. Está situada junto a grandes edificaciones y se accede a ella fácilmente. 
La Almadraba es una playa singular. Por debajo desemboca en el mar un río subterráneo de agua dulce, que provoca el aspecto de playa enfangada.